# Group Chat
Group Chat es un programa de telerrealidad  estadounidense que se estrenó en Nickelodeon  el 23 de mayo de 2020. Fue presentado conjuntamente por Annie LeBlanc y Jayden Bartels en su primera temporada, y es presentado por Bartels y Brent Rivera en su segunda temporada.

## Resumen
El programa sigue a los anfitriones que juegan, compiten en desafíos y se comunican con sus invitados, virtualmente a través del chat en línea.

## Producción
El 6 de mayo de 2020, se anunció que el programa recibió luz verde bajo el título Group Chat: The Show que será presentado por Annie LeBlanc y Jayden Bartels, junto con Nickelodeon sin filtro en medio de la pandemia de COVID-19, lo que requiere filmación remota. con el programa que se estrenará como Group Chat with Annie & Jayden el 23 de mayo de 2020.
El 27 de agosto de 2020, se anunció que Nickelodeon había ordenado siete episodios adicionales para la serie, que comenzó a transmitirse el 5 de septiembre. La estrella invitada de la serie anterior, Brent Rivera, sucedió al anterior anuncio de coanfitrión de LeBlanc.

## Reparto
| Persona           | Actor de doblaje   |
| ----------------- | ------------------ |
| Jules LeBlanc     | Pamela Mendoza     |
| Jayden Bartels    | Vanessa Olea       |
| Brent Rivera      | Luis Navarro       |
| Hayley LeBlanc    | Montserrat Aguilar |
| That Girl Lay Lay | Araceli Romero     |
| Young Dylan       | Kamala Videla      |
| Insertos          | Marcos Patiño      |

### Invitados
| Invitado                   | Actor de doblaje        | Episodio |
| -------------------------- | ----------------------- | -------- |
| Jhonny Orlando             | Diego Becerril          | 1        |
| Anna Cathcart              | Nayeli Mendoza          | 2        |
| Peyton List                | Susana Moreno           | 2        |
| Gabrielle Nevaeh Green     | Jennifer Medel          | 3        |
| Baby Ariel                 | Alicia Barragán         | 3        |
| Bobby Santiago             | Víctor Ugarte           | 3        |
| Rafael                     | Carlos Mireles          | 3        |
| Alex Wassabi               | Pablo Sosa              | 4        |
| Ben Simmons                | Emmanuel Bernal         | 4        |
| Sofia Carson               | Saidé García            | 5        |
| Wolfgang Novogratz         | Ricardo Bautista        | 5        |
| Joey King                  | Nycolle González        | 6        |
| Joel Courtney              | Alan Fernando Velázquez | 6        |
| Taylor Zakhar Perez        | Armando Guerrero        | 6        |
| Maisie Richardson-Sellers  | Miriam Aceves           | 6        |
| Havan Flores               | Nycolle González        | 7        |
| Terrence Little Gardenhigh | Fernanda Gastélum       | 7        |
| Iain Armitage              | Max Durán               | 8        |
| Miles Brown                | ¿?                      | 8        |
| Tony Hawk                  | Víctor Ruiz             | 9        |
| Sky Brown                  | Danann Galván           | 9        |
| Asher Angel                | Carlos Siller           | 11       |
| Sky Katz                   | Ximena de Anda          | 11       |
| Lexi Rivera                | Dolores Mondragón       | 12       |
| Ben Azelart                | Carlos Mireles          | 12       |
| Kate Godfrey               | Diana Nolan             | 13       |
| Nathan Janak               | Diego Becerril          | 13       |
| Miya Cech                  | Vianney Monroy          | 14       |
| Bryce Gheisar              | Carlos Siller           | 14       |
| Keith L. Williams          | Ángel Rodríguez         | 14       |
| Kayden Grace Swan          | Azucena Miranda         | 14       |
| Ben Daon                   | José Luis Piedra        | 14       |
| Lilimar                    | Andrea Soto             | 15       |
| Paris Berelc               | Ixchel Pérez            | 15       |
| Adam Sandler               | Julio Bernal            | 15       |
| Kenan Thompson             | ¿?                      | 15       |

## Episodios
| Temporada | Temporada | Episodios | Estados Unidos          | Estados Unidos        | Latinoamérica       | Latinoamérica         |
| Temporada | Temporada | Episodios | Comienzo                | Final                 | Comienzo            | Final                 |
| --------- | --------- | --------- | ----------------------- | --------------------- | ------------------- | --------------------- |
|           | 1         | 6         | 23 de mayo de 2020      | 27 de junio de 2020   | 1 de marzo de 2021  | 5 de abril de 2021    |
|           | 2         | 9         | 5 de septiembre de 2020 | 31 de octubre de 2020 | 12 de abril de 2021 | 29 de octubre de 2021 |

### Primera temporada (2020)
| No. Serie | No. Temp. | Título                                                            | Emisión original    | Emisión en Latinoamérica | Cod. de Prod. | Aud. (millones) |
| --- | --------- | ----------------------------------------------------------------- | ------------------- | ------------------------ | ------------- | --------------- |
| 1 | 1         | «Brush Your Teeth With Mayo» «Cepilla tus dientes con mayonesa»   | 23 de mayo de 2020  | 1 de marzo de 2021       | 101           | 0.48            |
| Annie LeBlanc y Jayden Bartels charlan, hacen juegos y locos desafíos con invitados especiales. Prepárense porque descubrirán distintas facetas nuevas de sus celebridades favoritas.                     |           |                                                                   |                     |                          |               |                 |
| 2 | 2         | «Slime Into Your DMs» «Slime en tus mensajes»                     | 30 de mayo de 2020  | 8 de marzo de 2021       | 102           | 0.43            |
| Annie LeBlanc y Jayden Bartels charlan, hacen planchas y estrellan huevos en sus cabezas con invitadas especiales, la estrella de "A todos los chicos..." Anna Cathcart y la actriz y modelo Peyton List. |           |                                                                   |                     |                          |               |                 |
| 3 | 3         | «There's A Cockroach In My Room» «Hay una cucaracha en mi cuarto» | 6 de junio de 2020  | 15 de marzo de 2021      | 103           | 0.31            |
| Annie LeBlanc y Jayden Bartels revelan la verdad, hacen un juego con galletas y bailan con sus invitadas: la sensación de TikTok, Baby Ariel, y la estrella de "Todo eso", Gabrielle Nevaeh Green.        |           |                                                                   |                     |                          |               |                 |
| 4 | 4         | «Sailing Sausages» «Salchichas voladoras»                         | 13 de junio de 2020 | 22 de marzo de 2021      | 104           | 0.30            |
| Annie LeBlanc y Jayden Bartels chatean, se retan y se sumergen en slime con invitados especiales, la sensación de YouTube Alex Wassabi y la estrella de la NBA Ben Simmons.                               |           |                                                                   |                     |                          |               |                 |
| 5 | 5         | «Confetti Clean Up» «Limpieza de confeti»                         | 20 de junio de 2020 | 29 de marzo de 2021      | 105           | 0.25            |
| Annie LeBlanc y Jayden Bartels arrojan malvaviscos, sueñan con islas desiertas y apilan confeti con invitados especiales, la actriz y cantante Sofia Carson y el galán de Hollywood Wolfgang Novogratz.   |           |                                                                   |                     |                          |               |                 |
| 6 | 6         | «Would You Rather Kiss» «Preferirías besar...»                    | 27 de junio de 2020 | 5 de abril de 2021       | 106           | 0.31            |
| Annie LeBlanc y Jayden Bartels tienen doble diversión con el doble de invitados cuando se les unen al grupo de chat las estrellas de "El Stand de los Besos 2", Joel, Joey, Maisie y Taylor.              |           |                                                                   |                     |                          |               |                 |

### Segunda temporada (2020)
| No. Serie | No. Temp. | Título | Emisión original         | Emisión en Latinoamérica | Cod. de Prod. | Aud. (millones) |
| --- | --------- | --- | ------------------------ | ------------------------ | ------------- | --------------- |
| 7 | 1         | «Sleepover - Duck Duck Poop» «Pijamada - Pato, pato, popó»                                                                               | 5 de septiembre de 2020  | 12 de abril de 2021      | 107           | 0.27            |
| Jayden Bartels y su nuevo coanfitrión Brent Rivera charlan con Terrence Little Gardenhigh y Havan Flores de la serie Danger Force. |           | |                          |                          |               |                 |
| 8 | 2         | «Group Chat Unleashed - Party Pooper Prank» «Group Chat Desatado - La broma de la popó»                                                  | 12 de septiembre de 2020 | 19 de abril de 2021      | 108           | 0.33            |
| Jayden Bartels y Brent Rivera se sacuden, organizan un safari fotográfico y bromean con las estrellas de "El joven Sheldon", Iain Armitage y de "Black-ish", Miles Brown. Y recibirán a Kristen Bell.                                    |           | |                          |                          |               |                 |
| 9 | 3         | «Getting Physical – Tarantula Treats & A Sports Drink Shower» «Haciendo ejercicio – Bocadillos de tarántula y ducha de bebida deportiva» | 19 de septiembre de 2020 | 26 de abril de 2021      | 109           | 0.26            |
| Jayden Bartels y Brent Rivera realizan un desafío con manos diminutas. Además, alguien se ha comido una tarántula. |           | |                          |                          |               |                 |
| 10 | 4         | «Party Time – Wrap Battle» «Hora de la fiesta - Carrera abreobsequios»                                                                   | 26 de septiembre de 2020 | 3 de mayo de 2021        | 110           | 0.27            |
| Cómo romper globos con los traseros. Cómo ponerle la corbata a Bob Esponja. Además, los invitados especiales Young Dylan y el rapero That Girl Lay Lay.                                                                                  |           | |                          |                          |               |                 |
| 11 | 5         | «Dance Dance Fart» «Baila, baila, gas»                                                                                                   | 3 de octubre de 2020     | 10 de mayo de 2021       | 111           | 0.26            |
| Jayden Bartels y Brent Rivera bailan alocadamente en todas partes de sus casas, tocan sillas musicales con cojines de flatulencias y se divierten con calcetines mojados en la cabeza con los actores Sky Katz y Asher Angel.            |           | |                          |                          |               |                 |
| 12 | 6         | «BFFs – Spill The Slime Tea» «Mejores amigos / Sirve el té de Slime»                                                                     | 10 de octubre de 2020    | 17 de mayo de 2021       | 112           | 0.35            |
| Jayden Bartels y Brent Rivera descubren quién es el mejor mentiroso, quién escupe saliva y revelan quién debe usar un traje lleno de frijoles con invitados especiales, los influencers de las redes sociales Lexi Rivera y Ben Azelart. |           | |                          |                          |               |                 |
| 13 | 7         | «The Takeover Part 1: Donut-Filled Surprise»                                                                                             | 17 de octubre de 2020    | 11 de junio de 2021      | 114           | 0.29            |
| Young Dylan y That Girl Lay Lay juegan a la ruleta de las donas con los invitados especiales, Kate Godfrey y Nathan Janak. |           | |                          |                          |               |                 |
| 14 | 8         | «The Takeover Part 2: Tater Tot Toss» | 24 de octubre de 2020    | 11 de junio de 2021      | 115           | 0.38            |
| Los conductores se ven elegantes, adivinan el atuendo y se lo sacan de encima con invitados especiales. |           | |                          |                          |               |                 |
| 15 | 9         | «Halloween – Sliming For Apples» «Halloween - Pescando Manzanas»                                                                         | 31 de octubre de 2020    | 29 de octubre de 2021    | 113           | 0.35            |
| Jayden y Brent tiran caramelos de maíz por sus habitaciones, se convierten en momias y más con las estrellas invitadas Lilimar y Paris Berelc, Adam Sandler y Kenan Thompson.                                                            |           | |                          |                          |               |                 |

## Audiencia
| Temporada | Episodios | Primera emisión         | Primera emisión      | Última emisión        | Última emisión       | Audiencia total (millones) |
| Temporada | Episodios | Fecha                   | Audiencia (millones) | Fecha                 | Audiencia (millones) | Audiencia total (millones) |
| --------- | --------- | ----------------------- | -------------------- | --------------------- | -------------------- | -------------------------- |
| 1         | 6         | 23 de mayo de 2020      | 0.48                 | 27 de junio de 2020   | 0.31                 | 0.35                       |
| 2         | 9         | 5 de septiembre de 2020 | 0.27                 | 31 de octubre de 2020 | 0.35                 | 0.31                       |